# Gavin McCann
Gavin Peter McCann (født 10. januar 1978 i Blackpool, England) er en engelsk tidligere fodboldspiller, der spillede som midtbanespiller. Han repræsenterede flere store engelske Premier League klubber såsom Everton F.C., Sunderland A.F.C., Aston Villa F.C. og senest Bolton Wanderers. 

## Landshold
McCann spillede i 2001 en kamp for Englands landshold, som faldt i 2001 i et opgør mod Spanien.